# Municipio de Ashland (Minnesota)
El municipio de Ashland (en inglés: Ashland Township) es un municipio ubicado en el condado de Dodge en el estado estadounidense de Minnesota. En el año 2010 tenía una población de 319 habitantes y una densidad poblacional de 3,3 personas por km².

## Geografía
El municipio de Ashland se encuentra ubicado en las coordenadas 43°58′24″N 92°52′6″O / 43.97333, -92.86833. Según la Oficina del Censo de los Estados Unidos, el municipio tiene una superficie total de 96.67 km², de la cual 96,66 km² corresponden a tierra firme y (0,01 %) 0,01 km² es agua.

## Demografía
Según el censo de 2010, había 319 personas residiendo en el municipio de Ashland. La densidad de población era de 3,3 hab./km². De los 319 habitantes, el municipio de Ashland estaba compuesto por el 97,18 % blancos, el 1,88 % eran de otras razas y el 0,94 % eran de una mezcla de razas. Del total de la población el 2,19 % eran hispanos o latinos de cualquier raza.